# Paryż (województwo kujawsko-pomorskie)
Paryż – wieś w Polsce położona w województwie kujawsko-pomorskim, w powiecie żnińskim, w gminie Żnin.
W latach 1975–1998 miejscowość administracyjnie należała do województwa bydgoskiego. Według Narodowego Spisu Powszechnego (2011) liczyła 134 mieszkańców. Jest 34. co do wielkości miejscowością gminy Żnin.

## Nazwa
Początkowo wieś należała do Aleksandra Guttrego, który na cześć swojej żony z Francji nazwał wieś Paryżem.

## Demografia

### Ludność według płci
(Stan na 20 maja 2002, 31 marca 2011 oraz 31 marca 2021)
| Rok             | 2002 | 2011 | 2021 |
| --------------- | ---- | ---- | ---- |
| Liczba ludności | 112  | 134  | 115  |
| Liczba mężczyzn | 56   | 68   | 63   |
| Liczba kobiet   | 56   | 66   | 52   |